# جليتي
جليتي قرية تتبع ناحية تالين في منطقة بانياس التابعة لمحافظة طرطوس.